# Comanche (langue)
Pour les articles homonymes, voir Comanche.
Le comanche (Nʉmʉ tekwapʉ̱ en comanche) est une langue uto-aztèque de la branche des langues numiques parlée aux États-Unis, en Oklahoma, autour des villes de Walters, Cache et Lawton.

## Histoire
Le comanche est proche du shoshone. Avant 1600, Shoshones et Comanches formaient un seul peuple et vivaient dans le Wyoming, dans la région de la Wind River. Après cette date, les Comanches ont migré vers le sud.
Pendant la Seconde Guerre mondiale, parmi les troupes alliées qui débarquèrent en Normandie le 6 juin 1944, il y avait treize Comanches dans la 4e division d'infanterie, 4e compagnie de transmissions. Sous le feu de l'ennemi, ils posèrent des lignes de communication et échangèrent des messages dans une langue qui n'avait jamais été parlée en Europe, le comanche codé. Pendant le reste de la guerre, les Comanche Code Talkers, les Numurekwa'etuu, jouèrent un rôle essentiel en transmettant des ordres et des messages dans un code qui ne fut jamais déchiffré par les Allemands.

## Écriture
| a | b | e | h | i  | k | kw | m | n | o |
| p | r | s | t | ts | u | ʉ  | w | y | ʔ |

Les voyelles longues sont représentées en doublant la lettre ‹ aa, ee, ii, oo, uu, ʉʉ › et les voyelles murmurées ont un trait souscrit ‹ a̱, e̱, i̱, o̱, u̱, ʉ̱ ›.

## Phonologie

### Voyelles
|         | Antérieure    | Centrale      | Postérieure   |
| ------- | ------------- | ------------- | ------------- |
| Fermée  | i [i] ii [iː] | ʉ [ɨ] ʉʉ [ɨː] | u [u] uu [uː] |
| Moyenne |               |               | o [o] oo [oː] |
| Ouverte |               | a [a] aa [aː] |               |

### Consonnes
|               |               | Bilabiale | Dentale | Palatale | Vélaire       | Glottale |
| ------------- | ------------- | --------- | ------- | -------- | ------------- | -------- |
| Occlusives    | Occlusives    | p [p]     | t [t]   |          | k [k] kw [kʷ] | ʔ [ʔ]    |
| Fricatives    | Fricatives    |           | s [s]   |          |               | h [h]    |
| Affriquées    | Affriquées    |           | c [ts]  |          |               |          |
| Nasales       | Nasales       | m [m]     | n [n]   |          |               |          |
| Semi-voyelles | Semi-voyelles | w [w]     |         | y [j]    |               |          |